# Superis deorum grati et imis
Superis deorum grati et imis (лат, изговор: суперис деорум грати ет имис) — „Пријатни небеским и подземним боговима.”

## Поријекло изреке
Није познато ко је изрекао ову мисао.

## У српском језику
Добар дан, чаршијо, на све четири стране.

## Тумачење
Изрека констатује ласкавце — удвараче чија је лијепа ријеч пријатна свима, и онима који је ни по чему не заслужују.